# Burksiella subannulata
Burksiella subannulata is een vliesvleugelig insect uit de familie Trichogrammatidae. De wetenschappelijke naam is voor het eerst geldig gepubliceerd in 1957 door De Santis.